# When the War Came (песня)
«When the War Came» — песня о блокадном Ленинграде американской рок-группы The Decemberists из четвёртого альбома The Crane Wife.
В песне рассказывается о 900-дневной блокаде Ленинграда, которая длилась с 8 сентября 1941 года по 27 января 1944 года во время Великой Отечественной войны.

## История создания
Песня была написана вокалистом и гитаристом группы Колином Мелой после того, как он прочитал книгу Элиз Блэквелл «Голод».
Последней великой книгой, которую я прочитал, была «Голод» Элиз Блэквелл. В ней рассказывается о блокаде Ленинграда во время Великой Отечественной войны. Во время осады всё население голодало, но ботаники в институте поклялись защищать каталог семян и растения не только от голодающего населения, но и от себя самих. Это потрясающе. После этого я написал песню «When the War Came» для нового альбома.
В тексте песни упоминается Николай Иванович Вавилов, русский и советский ботаник, который умер в тюрьме.